# Szlovénia közlekedése

## Vasúthálózat
- teljes: 1228 km[1]
- villamosított: 503 km (2014)[1]
- nyomtáv: 1435 mm (mindenhol)

## Közút hálózat
- teljes: 19 586 km
- burkolt: 17 745 km (249 km autópálya)
- földút: 1841 km (1998.)

## Vízi utak

A Črni Kal viadukt az A1-es autópályán

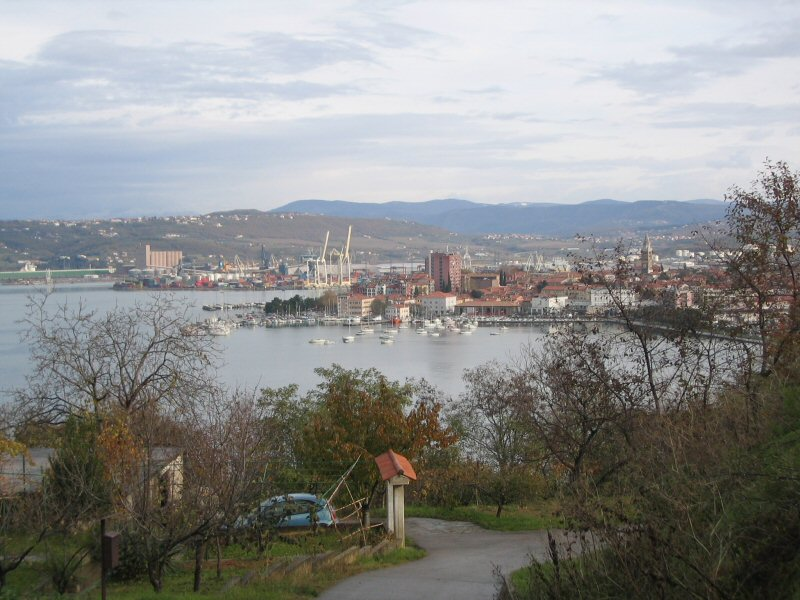
Koper kikötője

- fejlett vízi közlekedési hálózat
- kikötők: Izola, Koper, Piran

## Csővezetékek
- nyers olaj: 290 km
- földgáz: 305 km

## Repülőterek
- 15 (2004)
- kifutópálya: 43 (2 használaton kívül) (2004.)
- repülőterek burkolt kifutópályával:
  - összesen: 6 (1999.)
  - 3047 m-nél hosszabb: 1
  - 2438–3047 m: 1
  - 1524–2437 m: 1
  - 914–1523 m: 2
  - 914 m-nél rövidebb: 1
- repülőterek burkolatlan kifutópályával:
  - összesen: 8 (1999.)
  - 1524–2437 m: 2
  - 914–1523 m: 2
  - 914 m-nél rövidebb: 4